# Gula expeditionen

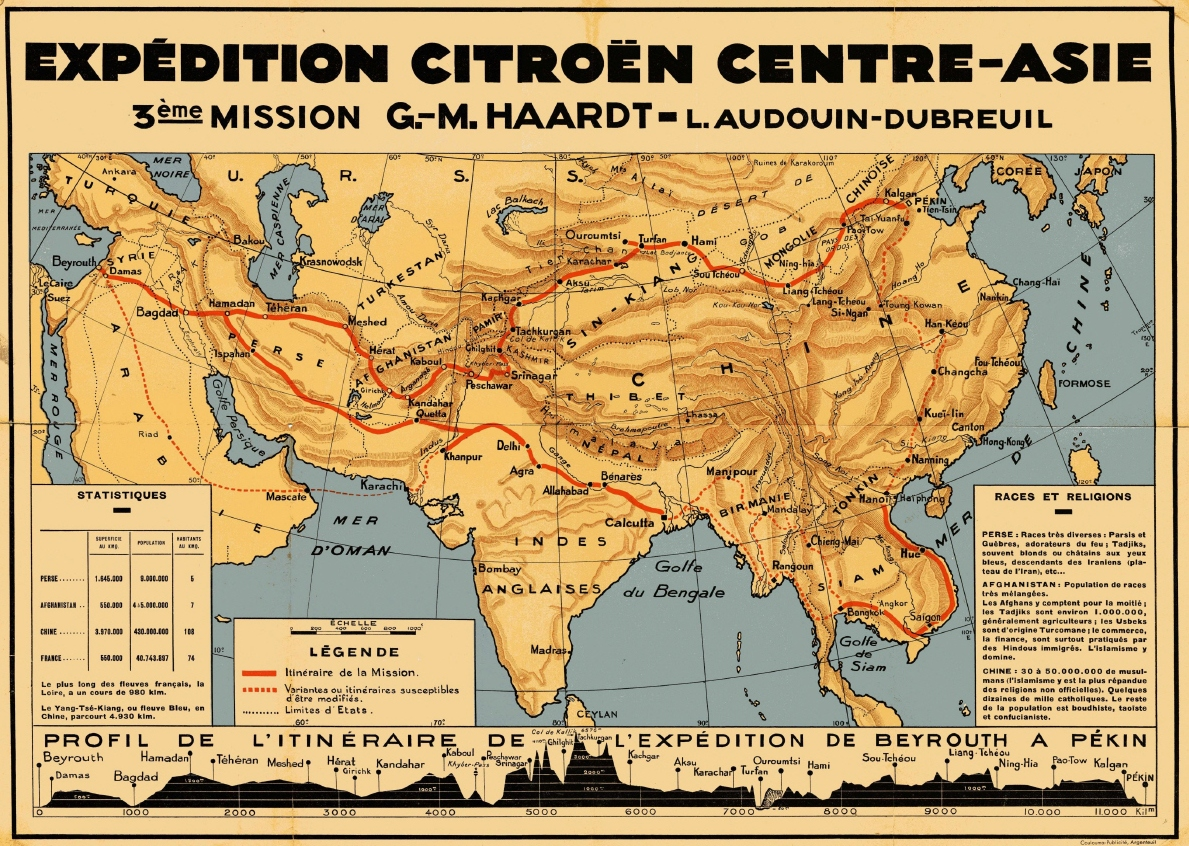
Karta över expeditionen från 1931

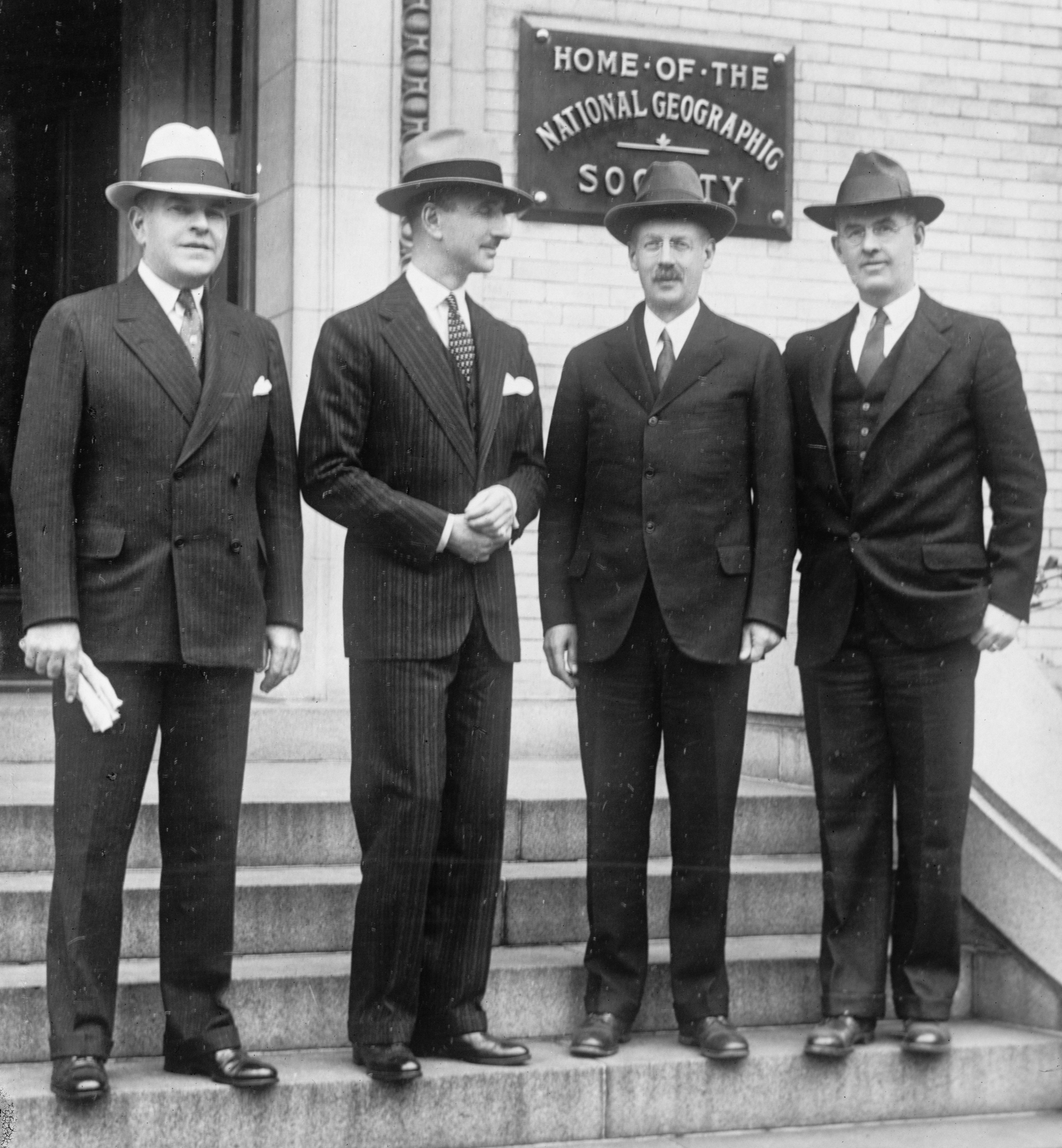
Planeringen av expeditionen, 1930. Från vänster till höger: John Oliver La Gorce, Georges-Marie Haardt, Gilbert Grosvenor och Maynard Owen Williams.

Gula expeditionen var en expedition genom Asien under 1931 och 1932, organiserad av Citroën i syfte att göra reklam för deras nya halvbandvagn P17 Kégresse.
Resan skulle gå från Beirut till Beijing, en sträcka på ungefär 13 000 kilometer. Expeditionen skulle gå genom Syrien, Iran, Afghanistan, Mongoliet och till slut Kina.

## Planering
Planeringen och förberedelserna tog ungefär tre år. Syftet med resan var framför allt att demonstrera Citroëns nya bil, men också för att ge mer information om de då mer eller mindre outforskade länderna. Därför var flera filmregissörer, författare, fotografer och konstnärer med på resan.
Det speciella med just Gula expeditionen var att den startade från två olika platser. Två grupper skulle starta samtidigt, en i Beirut, Libanon, och en i Tianjin i Kina. Planen var att de båda grupperna sedan skulle mötas i Xinjiang innan de åkte tillsammans till Beijing, som var expeditionens mål.

## Expeditionen

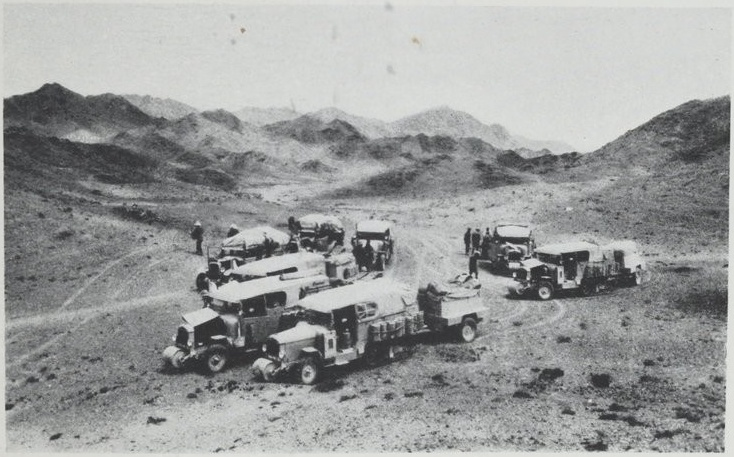
Expeditionen på gränsen till Östturkestan.

Flera saker gick inte som planerat. För gruppen som började i Tianjin exploderade bränsletanken, och på grund av bergen i Himalaya kunde inte gruppen som startat i Libanon köra mer än 1 km/h. Trots alla svårigheter möttes de båda grupperna i Xinjiang i oktober 1931, och de kom fram till Beijing den 12 februari 1932. Kort därefter gick dock expeditionens ledare, Georges-Marie Haardt bort i lunginflammation.
År 1934 publicerades en film om expeditionen som blev populär i både Frankrike och USA.